# Palais Cantacuzène
Le Palatul Cantacuzino est un édifice palatial roumain construit en 1902, situé à Bucarest sur la Calea Victoriei.

## Historique
Le bâtiment dans lequel se situe désormais le Musée national George Enescu a été construit sur les plans de Ion D. Berindey dans un style beaux-arts et néo-rococo, pour Gheorghe Grigore Cantacuzino, qui a été président du Conseil des ministres, surnommé « Nababul » (le nabab) en raison de sa richesse fabuleuse. À la suite de la mort du « Nabab », le bâtiment revient à son fils Mihai qui est mort en 1929, puis à Maruca, la fille de ce dernier, remariée en décembre 1939 avec le musicien George Enescu. 
L'édifice a été le siège du Conseil des ministres avant la Seconde Guerre mondiale.
En 1956, le Musée Mémorial « George Enescu » a été inauguré en l'honneur du grand compositeur roumain, puis il devient en 1990 un musée national.

## Description

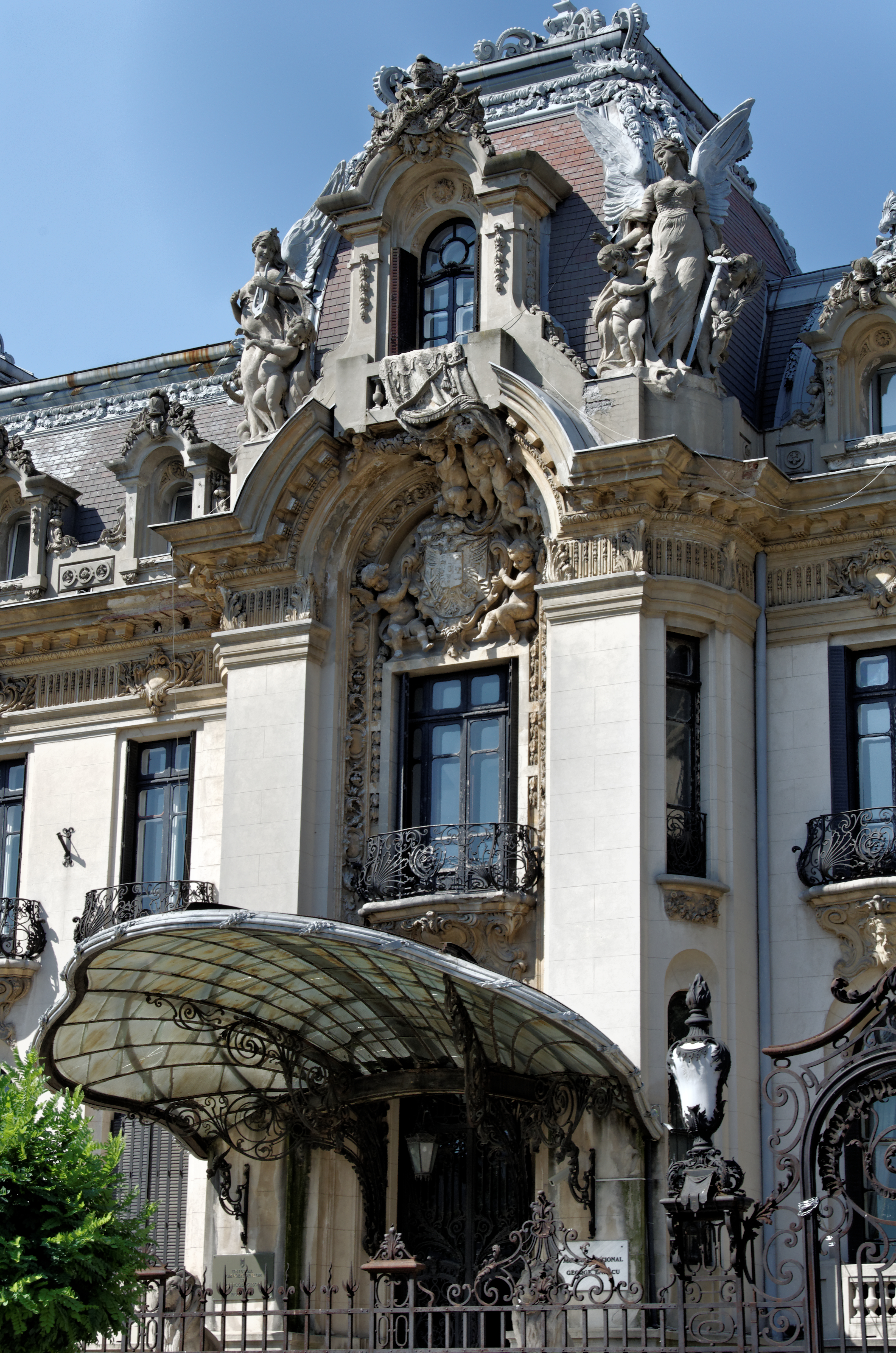
Entrée du palais Cantacuzène

L'édifice  - déclaré monument d'architecture - est composé de quatre niveaux.